# あいの水尾川
あいの水尾川（あいのにおがわ）は、徳島県鳴門市を流れる準用河川である。

## 地理
スクノ海から南流し小鳴門海峡にそそぐ。西側の高島（鳴門町高島）と東側の大毛島（鳴門町三ツ石）の境界をなしている。「合の水尾川」、「間の水尾川」、「アイノ水尾川」などとも表記される。
高島や大毛島では「にお」と呼ばれ、スクノ海から小鳴門海峡へと繋がる運河としての役割を持つ。

## 橋梁
- 芙蓉橋
- 学園橋
- 文化橋

## 流域の主な施設
- 鳴門教育大学
- 鳴門ウチノ海総合公園